# Baldassare Cenci (1710–1763)
Baldassare Cenci (ur. 1 listopada 1710 w Rzymie, zm. 2 marca 1763 w Nettuno) – włoski kardynał.

## Życiorys
Urodził się 1 listopada 1710 roku w Rzymie, jako syn Tiberia Cenciego i Eleonory (Maddaleny) Costaguti. Studiował na Papieskiej Akademii Kościelnej, gdzie uzyskał doktorat utroque iure. Następnie został referendarzem Trybunału Obojga Sygnatur i relatorem Świętej Konsulty. 23 listopada 1761 roku został kreowany kardynałem prezbiterem i otrzymał kościół tytularny Santa Maria in Ara Coeli. Klemens XIII mianował go delegatem apostolskim do spraw osuszania Pól Pontyjskich. Zmarł 2 marca 1763 roku w Nettono.